# A Shot in the Dark (ER)
A Shot in the Dark is de achtste aflevering van het elfde seizoen van de televisieserie ER, die voor het eerst werd uitgezonden op 2 december 2004.

## Verhaal
Dr. Lewis, dr. Barnett en dr. Rasgotra behandelen een zwaargewonde politieagent die tijdens een overval is neergeschoten. Zijn vijftienjarige zoon moet een moeilijke beslissing nemen over zijn behandeling, hij gaat naar dr. Barnett voor advies. Hij wil een beslissing nemen die recht tegen de mening van zijn moeder ingaat en dr. Barnett belooft hem te steunen bij zijn moeder. Als het moment daar is, is dr. Barnett ineens verdwenen en zwicht de zoon alsnog onder druk van zijn moeder. Dr. Rasgotra is hier woedend over en gaat verhaal halen bij dr. Barnett. 
Dr. Lockhart en dr. Dubenko krijgen te maken met een jong meisje dat acuut een blindedarmoperatie moet ondergaan, maar haar ouders willen niet dat zij in het County-ziekenhuis geopereerd wordt vanwege een slechte ervaring. Wanneer de conditie van hun dochter plotseling achteruitgaat, moet zij echter wel in het ziekenhuis geopereerd worden.
Dr. Carter heeft zijn eerste afspraakje met Wendall; zij gaan samen naar een klimhal.
Dr. Jing-Mei begint weer met werken, dr. Pratt komt er al snel achter dat zij doodvermoeid is. Het blijkt dat haar zieke vader veel energie van haar vraagt en dat er voorlopig nog geen verbetering in zit. Tevens wordt zij betrapt door dr. Pratt van het meenemen van een grote hoeveelheid kalium.
Dr. Kovac wordt door de school van Alex gevraagd langs te komen, daar krijgt hij te horen dat Alex betrapt is met een Maxim. Nu beseffen dr. Kovac en Taggart dat Alex seksueel actief begint te worden en dat hij wel voorgelicht mag worden, maar de vraag is door wie.

## Rolverdeling

### Hoofdrollen
- Noah Wyle - Dr. John Carter
- Maura Tierney - Dr. Abby Lockhart
- Mekhi Phifer - Dr. Gregory Pratt
- Goran Višnjić - Dr. Luka Kovac
- Sherry Stringfield - Dr. Susan Lewis
- Ming-Na - Dr. Jing-Mei Chen
- Parminder Nagra - Dr. Neela Rasgrota
- Shane West - Dr. Ray Barnett
- Leland Orser - Dr. Lucien Dubenko
- Linda Cardellini - verpleegster Samantha 'Sam' Taggart
- Oliver Davis - Alex Taggart
- Laura Cerón - verpleegster Chuny Marquez
- Deezer D - verpleger Malik McGrath
- Lyn Alicia Henderson - ambulancemedewerker Pamela Olbes
- Mädchen Amick - Wendall Meade
- Troy Evans - Frank Martin

### Gastrollen (selectie)
- Monica Garcia - Benita Escobar
- Carlos Pena - Arlo Escobar
- Winston J. Rocha - politieagent Eddie Escobar
- Rusty Joiner - instructeur klimhal Brett
- James MacDonald - politieagent Gary McWayne
- Heidi Mokrycki - Mallory
- Ron Perkins - Mr. Elmore
- Chris Spencer - Keith Trager
- Shontina Vernon - Mrs. Trager